# 街頭爵士舞
街頭爵士舞（Street Jazz）是爵士舞其中一種種類。是從70年代在美國紐約市較底層的黑人社區BRONX發展起來的，街頭爵士舞的特色是在爵士舞中融入了街頭自由奔放的風格，通常會以Hip Hop、R & B的音樂配合舞步。這種舞蹈特別之處是並不會受傳統舞蹈追求表演技巧難度和動作工整所限制，反而著重於演繹出舞者對音樂的感覺，可以說是一種多元化的舞蹈和極俱個人風格旳自由舞蹈。
現在的街頭爵士舞通常表現出現代年青人的心聲，呈現出生活形態與風貌，它的演變是隨著時代而走，所以和現代舞極為相似。現時大部分著名的編舞導師都會採用這種舞蹈為歌手及舞蹈員編排舞步，更是現時最流行的一種爵士舞，同時從爵士舞的演進，我們可看到潮流的趨勢。